# Peleliu (Insel)
Peleliu (oder Beliliou) ist eine Insel im Pazifischen Ozean; sie gehört zur Inselrepublik Palau.
Heute befindet sich auf der Insel Peleliu der Verwaltungssitz der gleichnamigen palauischen Provinz Peleliu, zu welcher noch etwa 10 andere Inseln gehören.

## Geographie
Peleliu liegt etwa 10 Kilometer nordöstlich der Insel Angaur und 40 Kilometer südwestlich der Insel Koror. Auf 13 Quadratkilometern wohnen 571 Menschen (Zensus: 2000). Die Hauptstadt Kloulklubed liegt im Nordwesten der Insel.

## Geschichte

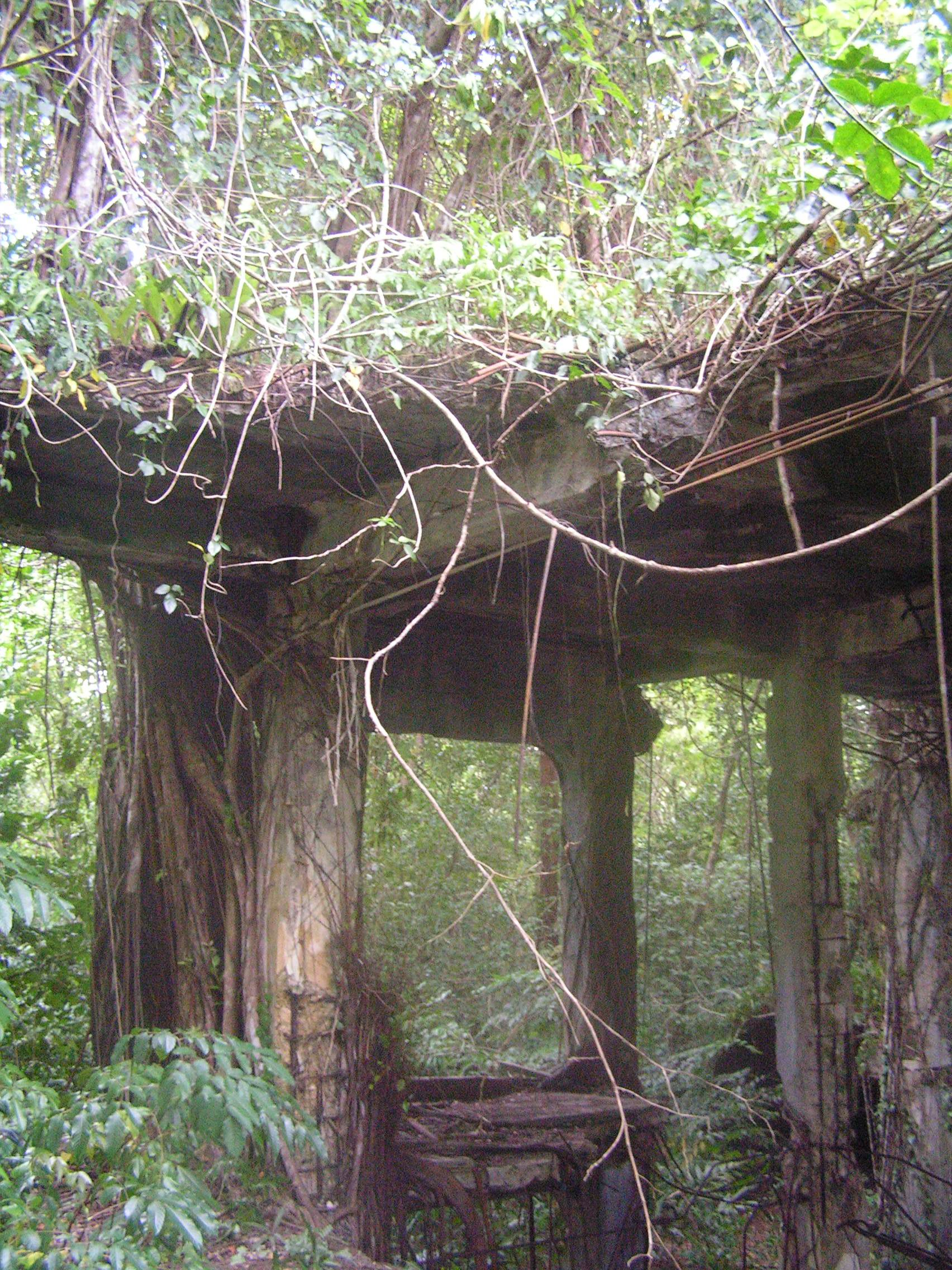
Ruine des japanischen Befehlsbunkers auf Peleliu

Im Zweiten Weltkrieg fand hier die Schlacht um Peleliu zwischen amerikanischen und japanischen Streitkräften statt. Auf beiden am Kampf beteiligten Seiten gab es hohe Verluste, aber bemerkenswerterweise gab es keine Verluste unter den einheimischen Zivilisten, weil sie vor den Kämpfen auf andere Inseln Palaus evakuiert wurden. Noch heute sind die Bunkeranlagen der japanischen Streitkräfte, einige amerikanische Panzer und ein abgestürztes Flugzeug zu besichtigen. Amerikanische Veteranen besuchen die Insel regelmäßig im Rahmen organisierter Touren und gedenken der Toten am amerikanischen Ehrenmal. Eine Gedenkstätte für die gefallenen japanischen Soldaten gibt es auf der Insel ebenfalls. Peleliu und Angaur waren die einzigen Inseln des Palaueanischen Archipels, die während des Krieges von den Amerikanern besetzt wurden; die damalige Hauptinsel Koror blieb bis Kriegsende in japanischer Hand.

## Infrastruktur

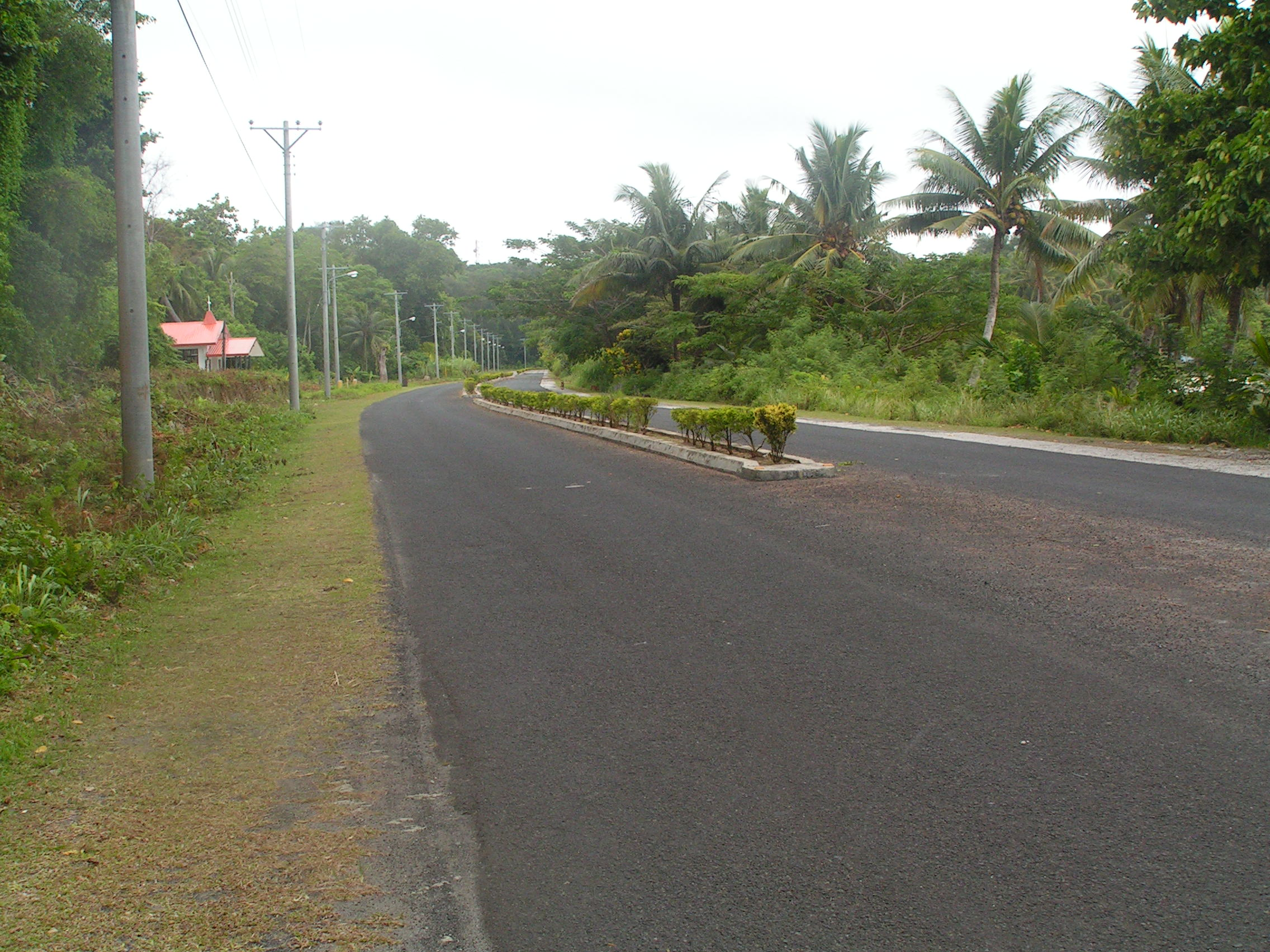
Hauptstraße von Peleliu

Eine regelmäßige Schiffsverbindung besteht zweimal pro Woche nach Koror und nach Angaur. Der kleine Hafen der Insel liegt ganz im Norden und ist nur für Yachten mit geringem Tiefgang geeignet. Auf der Insel befindet sich ein US-Militärflughafen.

### Peleliu Airfield
Das im Zweiten Weltkrieg von den Japanern im Süden angelegte Flugfeld (1850 m) besitzt die längste und breiteste Startbahn Palaus, wird seit 2006 aber nur noch von kleinen Charterflugzeugen angeflogen, nachdem Palaus Inlandsflugverbindungen Ende 2005 eingestellt wurden.
2024 nahm das US Marine Corps einen alten Flugplatz aus dem Zweiten Weltkrieg wieder in Betrieb. Der Flugplatz soll mit anderen Flugplätzen wie Flugplätzen auf Tinian, in den nördlichen Marianen, in Mikronesien und auf Yap wieder in Betrieb genommen werden. Zusammen bilden diese die sogenannte zweite Inselkette gegenüber China. Zusätzlich wird ein kleiner Hafen neben dem Flugfeld ausgebaut. Zudem wurde Land reserviert um die Startbahn auf drei Kilometer verlängern zu können.

## Tourismus
Vor der Nordwestküste von Peleliu befinden sich einige der schönsten Tauchplätze Palaus. Da die Fahrzeit mit dem Boot ab Koror jedoch über eine Stunde beträgt, werden diese nur gelegentlich angefahren. Allerdings lassen sich diese Stellen (Blue Corner und die Blue Holes) sehr schnell von Peleliu oder der Insel Ngercheu (Carp Island) und den dort ansässigen Tauchbasen erreichen.